# Doľany (okres Levoča)
Doľany (německy Lichtau, maďarsky Dolyán) jsou obec na Slovensku v okrese Levoča. První písemná zmínka o obci pochází z roku 1314.